# Besrasperber

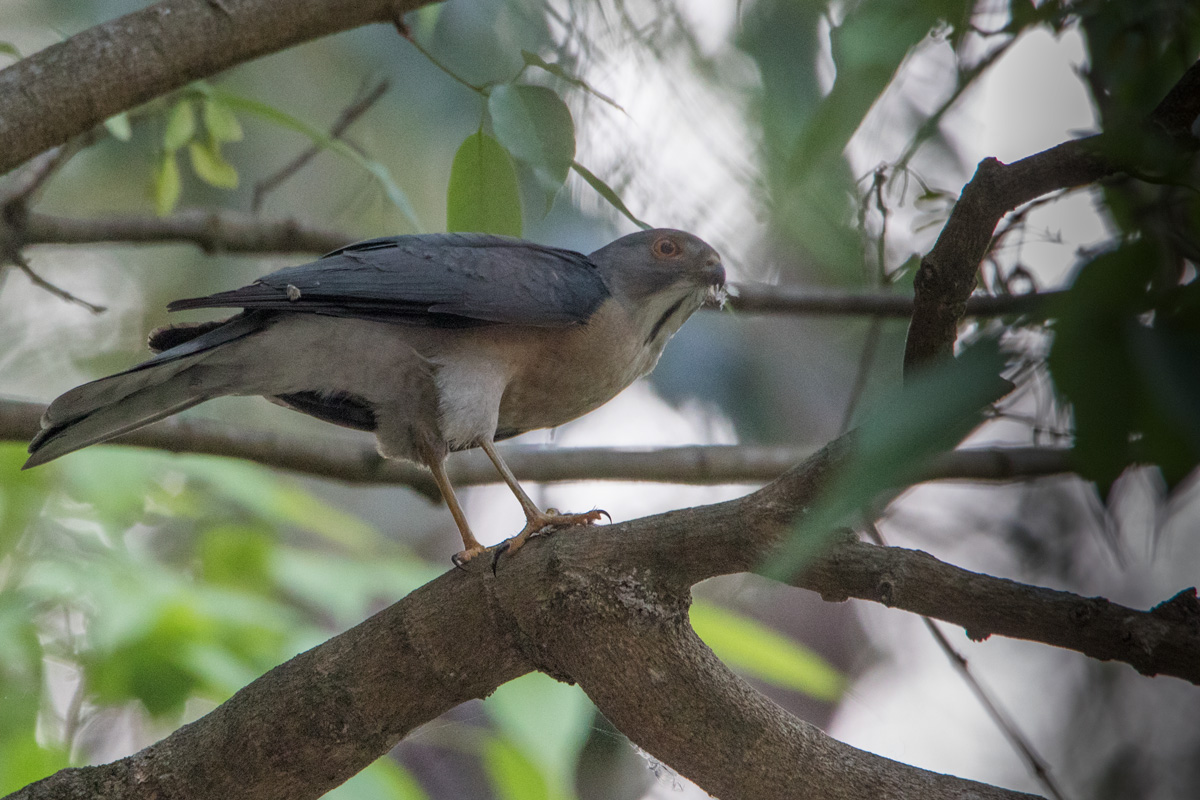
In Sattal, Indien

Der Besrasperber (Tachyspiza virgata, Syn.: Accipiter virgatus) ist ein Greifvogel, der in Südasien vom Indischen Subkontinent östlich über Südostasien bis Ostasien vorkommt.

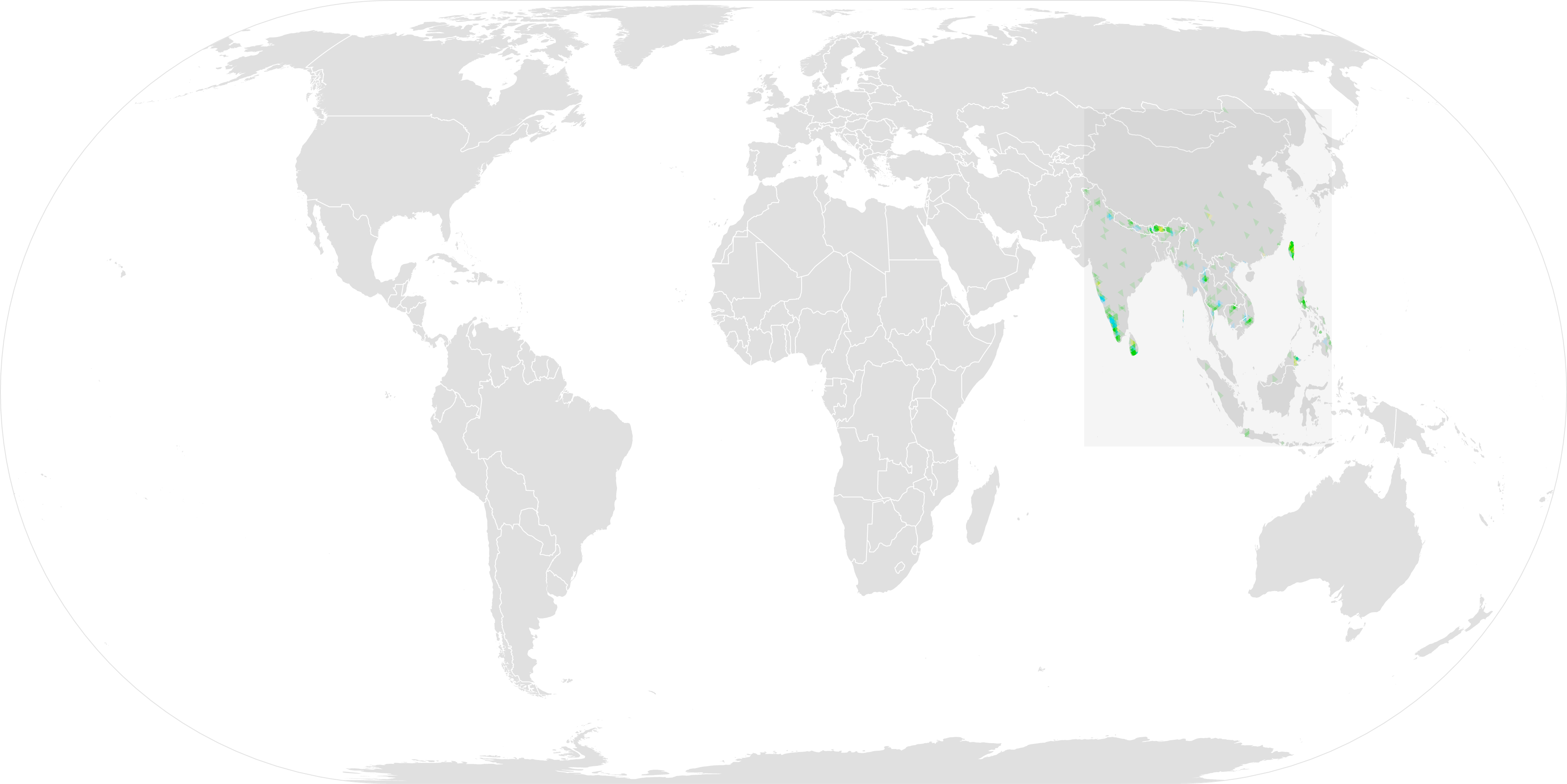
Verbreitungsgebiet, grün=Jahresvogel, gelb=Sommer, blau=Winter

Der Lebensraum umfasst alle Arten von Wald, Plantagen und Mangroven bis 2200 m Höhe, vereinzelt auch bis 3300 m in Sichuan und bis 3440 m in Nepal. Die Art ist meist Standvogel, einige Individuen können aus dem Himalaya im Winter in tiefer gelegene Regionen kommen, selten gibt es auch Winterbesucher in Thailand.
Der Artzusatz kommt von lateinisch virgatus ‚gestreift‘.

## Merkmale
Dieser krähengroße Sperber ist 24 bis 36 cm groß, das Männchen wiegt 83 bis 140 g, das Weibchen zwischen 131 und 215 g, die Flügelspannweite beträgt 42 bis 70 cm.
Der Vogel ist dunkel bis schwärzlich schiefergrau auf der Oberseite, der rechteckige Schwanz ist grau mit 3 bis 6 schwärzlichen Binden. Kopf und Schnabel sind eher klein, die Wangen sind dunkelblau, die Flügel gerundet. Kinn und Kehle sind weiß mit schmalem Bartstreifen. Brust und Flanken sind zimtfarben bis rotbraun, die Unterseite kann gebändert sein, die Flügelunterseite ist kräftig gebändert. Die Unterschwanzdecken sind ungebändert weiß. Die Iris ist gelb bis orange-rot, Augenring und Füße sind gelb, die Wachshaut grünlich-grau bis gelb.
Er ähnelt dem Schikrasperber (Tachyspiza badius), ist aber dunkler und gekennzeichnet durch einen breiten schwarzen Kinnstreifen auf der Kehle. Dieser und die breit rotbraun gestreifte Brust unterscheiden ihm vom Sperber (Accipiter nisus). Gegenüber dem Schopfhabicht (Lophospiza trivirgatus) ist er kleiner, hat keine Haube, aber längere schlankere Beine.
Das größere Weibchen ist kräftig schokoladenbraun auf der Oberseite mit schwärzlichem Scheitel und Nacken. Das Auge ist etwas blasser.
Jungvögel sind auf der Oberseite braun mit rotbraunen Federrändern, breit weiß mit braun gestreift und auf den Flanken gebändert. Sie unterscheiden sich vom juvenilen Schikrasperber durch die dunklere, braunere Oberseite, den breiteren Kinnstreif und breitere Schwanzbinden. Die Iris ist grünlich-grau bis gelb.

## Geografische Variation
Es werden folgende Unterarten anerkannt:
- T. v. affinis Hodgson, 1836, –westlicher Himalaya bis China und Indochina, groß und langflügelig
- T. v. fuscipectus Mees, 1970, – Taiwan, groß und langflügelig
- T. v. besra Jerdon, 1839, – Südindien und Sri Lanka
- T. v. vanbemmeli Voous, 1950, – Sumatra, Unterseite deutlich rot
- T. v. rufotibialis Sharpe, 1887, – Nordborneo, Unterseite deutlich rot
- T. v. virgatus (Temminck, 1822), Nominatform, – Java und Bali, Brust seitlich rotbraun gefleckt und gestrichelt, mittig dunkelbraun und schwarz
- T. v. quinquefasciatus Mees, 1984, – Flores
- T. v. abdulalii Mees, 1981, – Andamanen und Nikobaren
- T. v. confusus E. J. O. Hartert, 1910, – Philippinen (Luzon, Mindoro, Negros und Catanduanes), überwiegend kräftiges Rot auf der Brust, nur Beine gebändert
- T. v. quagga Parkes, 1973, – Philippinen (Cebu, Bohol, Leyte, Samar, Siquijor und Mindanao), Unterseite und Beine ungebändert, Schwanzbinden enger, weniger deutliche Flecken auf den Flügelunterdecken

Der Trillersperber (Tachyspiza gularis) wurde als Unterart (Ssp.) angesehen.

## Stimme
Der Ruf wird als lautes "ki-weeer" und als schnelle Folge von "tchew-tchew-tchew" Lauten beschrieben.

## Lebensweise
Die Nahrung besteht hauptsächlich aus Vögeln, auch Echsen, Säugetiere und Insekten, die in typischer Weise von einem versteckten Ansitz aus plötzlich ergriffen werden, häufiger in der Luft als auf dem Boden. Kreist regelmäßig auf der Suche nach Beute.
Die Brutzeit liegt zwischen Januar und Juni in Südindien und Sri Lanka, zwischen März und Juni in Nordindien, zwischen Mai und September in Borneo, zwischen März und Juni in Sumatra und Java und zwischen April und Juli auf den Philippinen. Das kleine, jedes Jahr neu angelegte Nest aus Zweigen wird hoch über dem Erdboden in einem großen Baum gebaut, gerne mit Überblick über einen Abhang oder eine Schlucht. Es werden auch gern verlassene Krähennester genutzt. Das Gelege besteht aus 2 bis 5 rundlich-ovalen Eiern, blau mit etwas rotbraun, die über etwa 28 Tage bebrütet werden.

## Gefährdungssituation
Die Art gilt als nicht gefährdet (Least Concern).